# Pascual Orengo
Pascual Orengo López es un ciclista profesional español. Nació el 23 de marzo de 1989 en Gandía.
Debutó como profesional en 2010, con el equipo Burgos 2016-Castilla y León, en el que continúa en la actualidad.

## Palmarés
No ha conseguido victorias como profesional.

## Equipos
- Burgos 2016-Castilla y León (2010-2011)